# Sebastian Pöthe
Sebastian Pöthe (* 10. listopadu 2009) je český dětský herec s česko-maďarskými kořeny.

## Život
Sebastian Pöthe žije v Říčanech u Prahy a má česko-maďarské kořeny. Hovoří plynně česky a maďarsky. Od tří let uplatňuje svůj temperament a herecké nadání. Nejprve účinkoval v různých reklamách, v sezóně 2022/2023 vystupoval s divadelní společností Masopust v Divadle na zábradlí v inscenaci Fredy. Hraje ve filmech, seriálech, a zahrál si i v kouzelnickém představení Nekonečno snů. Ve volném čase se věnuje breakdance.

## Obsazení

### Filmy
- Anthropoid (2016)
- Balada o pilotovi (2018)
- TvMiniUni: Zloděj otázek (2019)[4][5]
- Hodinářův učeň (2019)
- Mazel a tajemství lesa (2021)[6]
- Princezna zakletá v čase 2 (2022)

### Seriály
- Kája a Mat+Ema+Tika (2018, 2020)
- Slunečná (2020) (díl: Jeden z nás)
- Sestřičky (2020) (díl: V tom se nepletu)
- Modrý kód (2020) (díl: Láska až za hrob)
- Po hlavě (2020)
- Osada (2021)
- Specialisté (2021)
- Ochránce (2021)
- Hlava Medúzy (2021)
- Wifina (2022) – moderátor
- Pan profesor (2022)
- Jedna rodina (2023)